# Aroffe
Aroffe település Franciaországban, Vosges megyében. Lakosainak száma 91 fő (2022. január 1.). Aroffe Soncourt, Favières, Gémonville, Tramont-Saint-André és Aouze községekkel határos.

## Népesség
A település népességének változása:
| Lakosok száma | 94   | 86   | 83   | 80   | 83   | 86   | 89   | 90   | 91   |
|               | 2013 | 2015 | 2016 | 2017 | 2018 | 2019 | 2020 | 2021 | 2022 |